# Млетачка Далмација
Млетачка Далмација (лат. Dalmatia Veneta) била је дио Далмације који се током средњовјековног и раног нововековног периода налазио под влашћу Млетачке републике. Првобитни покушаји ширења млетачког утицаја у раном раздобљу од 10. до 12. вијека нису довели до трајнијих тековина на далматинским просторима, тако да прва консолидација млетачке власти над појединим приморским градовима и острвима наступа тек у периоду од почетка 13. до средине 14. вијека. Иако су Задарским миром (1358) изгубили све далматинске посједе, Млечани су почетком 15. вијека обновили своје позиције, након чега се Млетачка Далмација рзвијала у континуитету све до краја 18. вијека.

## Географија
Млетачка република је имала посједа на Балканском полуострву и источном Средоземљу, као што је Млетачка Албанија у Јадранском мору и Млетачка Јонска острва у западној Грчкој. Посједи у Далмацији су се простирали од Истре до данашњег Црногорском приморја: сва далматинска острва и копнене територије од централног Велебита до сјеверних граница Дубровачке републике. Пожаревачким миром из 1718. године Млетачка је по посљедњи пут увећала своје посједе у Далмацији: направљени су мали помаци, узимајући област Сиња, Имотског и Вргорца у Далматинском залеђу.

## Историја

### Средњи вијек
Почевши са дуждом Пјетром II Орсеолом, који је Млетачком владао од 991. године, млетачку пажњу према Венету дефинитивно је засијенила јака жеља за контролом Јадранског мора. Унутрашњи сукоби су се стишали, а трговину са Византијским царством појачао је повољан уговор (Златна була) са византијским царем Василијем II. Царски указ млетачки трговци су ослобођени пореза, који су плаћали други странци али и само Византијци. Године 1000. експедиција млетачких бродова у приобалним дијеловима Истре и Далмације обезбједила је млетачку врховну власт у том подручју, а Неретљани, српско племе које се бавило пиратством, трајно је потиснуто. Том приликом дужд Орсеоло се прогласио „дуждом Далмације”, што је означило почетак млетачког колонијалног царства. Он је такође био одговора за успостављање славне церномије „Вјеначање мора”. У том тренутку Млетачка република је имала чврсту контролу над Јадранским морем, ојачани експедицијама Пјетровог сина Отона 1017. године.
Стварање млетачког прекоморског царства почело је са освајањем Далмације и достигло је свој највећи обим на крају Четвртом крсташког рата 1204. године, стицајем три октаве Византијског царства.
Године 1409, током двадесетогишњиг угарског грађанског рата између краља Жигмунда и напуљске династије Анжу коју је предводио Ладислав Напуљски, Ладислав је продао своја „права” на Далмацију Млетачкој републици за суму од 100.000 дуката. Централизованија трговачка република преузела је контролу над градовима 1420. године (изузев Дубровачке републике), који ће остати под млетачком контролом у периоду од 377. године (1420—1797). Најјужнија подручја Далмације (данас дио Црногорског приморја) носила су назив Млетачка Албанија током тог периода.

### Млетачко-турски ратови у Далмацији
У периоду од 15. до 18. века, на далматинским је просторима вођено неколико млетачко-турских ратова. Продори османских снага до млетачких поседа у Далмацији вршени су већ током млетачко-турског рата (1463-1479), а знатно су интензивирани током наредног млетачко-турског рата (1499-1503). Млетачки поседи у Далмацији поново су пострадали за време Клишког рата (1537-1540), а османска власт се током наредног млетачко-турског рата (1570-1573) проширила до самих зидина млетачких градова у опустошеној Далмацији.
До преокрета је дошло тек током Кандијског рата (1645-1669), када су млетачке снаге успеле да ослободе део далматинског залеђа (итал. acquisto vecchio / стара стечевина). Потом је за време Првог морејског рата (1684-1699) уследило још значајније проширење млетачке Далмације према унутрашњости (итал. acquisto novo / нова стечевина), а коначна млетачко-турска граница у Далмацији утврђена је након Другог морејског рата (1714-1718), када је дошло до додатног млетачког проширења (итал. acquisto novissimo / најновија стечевина). Такво стање је остало све до краја млетачке власти у Далмацији (1797).

### Пад Млетачке Далмације
Током пролећа 1797. године, дошло је до наглог погоршања међународног положаја Млетачке републике. Склапањем Леобенског уговора (18. април) између Француске републике и Хабзбуршке монархије започет је процес постепеног комадања млетачког државног подручја. Уговор је садржао одредбе о будућој промени статуса Млетачке Далмације, која је обећана Хабзбуршкој монархији. Искористивши политичке немире у Венецији, бечки двор је већ током лета 1797. године извршио војно запоседање Млетачке Далмације, а ново стање је озваничено Кампоформијским миром (17. октобар 1797. године), чиме је окончано вишевековно млетачко присуство на источној обали Јадрана.

## Становништво
Пошто су се границе млетачких поседа на источним обалама Јадрана често мењале, упоредо са тим променама мењала се и демографска структура становништва у опсегу млетачке Далмације. У самим приморским градовима и на острвима, односно на територијама које су најдуже биле у саставу ове млетачке покрајине, живело је старо романско становништво (далматински Романи), док се удео словенског становништва (хрватског и српског) временом повећавао путем миграција из суседних области у залеђу. Старо романско становништво је говорило специфичним далматороманским језиком, док су млетачки службеници употребљавали венетску варијанту италијанског језика. Званичан језик управе је поред италијанског био и латински. Словенско становништво млетачке Далмације говорило је чакавским и српским језиком.
За словенско становништво које је живело у руралним заједницима у далматинском залеђу употребљаван је и назив Морлаци. У верском погледу, становништво млетачке Далмације је највећим делом било римокатоличке вероисповести (далматински Романи, Венецијанци, Хрвати, Срби католици), док је мањи део припадао православном хришћанству (православни Срби и Грци). Млетачке државне и покрајинске власти су се дуго противиле признавању верских слобода својим православним поданицима, који су се опирали покатоличавању, тако да је верско питање у млетачкој Далмацији дуго остало нерешено.